# Wolfram Nitsch
Wolfram Nitsch (* 14. August 1960 in München) ist ein deutscher Romanist und Hochschullehrer.

## Leben
Er erwarb 1987 das Magisterexamen in Französischer, Spanischer und Deutscher Philologie und das erste Staatsexamen für das Lehramt an Gymnasien in Deutsch und Französisch. Nach der Promotion 1992 zum Dr. phil. in Romanischer Philologie und der Habilitation 1998 in Romanischer Philologie ist er seit 2000 als Nachfolger von Bernhard König Professor (C 4) für Romanische Philologie an der Universität zu Köln.
Seine Forschungsschwerpunkte sind französische Prosa des 20. und 21. Jahrhunderts, argentinische Literatur der Moderne und Raum und Fortbewegung in Literatur und Film.

## Schriften (Auswahl)
- Sprache und Gewalt bei Claude Simon. Interpretationen zu seinem Romanwerk der sechziger Jahre. Tübingen 1992, ISBN 3-8233-4306-8.
- Barocktheater als Spielraum. Studien zu Lope de Vega und Tirso de Molina. Tübingen 2000, ISBN 3-8233-4797-7.
  - El teatro barroco como campo de juego. Estudios sobre Lope de Vega y Tirso de Molina. Kassel 2018, ISBN 3-944244-73-7.
- mit Volker Klotz, Andreas Mahler, Roland Müller und Hanspeter Plocher: Komödie. Etappen ihrer Geschichte von der Antike bis heute. Frankfurt am Main 2013, ISBN 3-10-039330-9.